# Hội chứng sợ tình dục
Hội chứng sợ tình dục (tiếng Anh: Genophobia hoặc coitophobia) là nỗi sợ hãi về thể chất hoặc tâm sinh lý của một người liên quan đến việc quan hệ tình dục hay những hoạt động liên quan đến tình dục. Từ này xuất phát từ các danh từ Hy Lạp γέγές genos, có nghĩa là "con đẻ", và phobos, có nghĩa là "sợ hãi". Từ này cũng được hình thành từ danh từ phobos của Hy Lạp và thuật ngữ coitus, đề cập đến hành vi giao hợp trong đó cơ quan sinh dục nam xâm nhập vào cơ quan sinh dục nữ. Thuật ngữ chứng loạn sản (erotophobia) đôi khi cũng có thể được sử dụng khi mô tả trường hợp này. Bắt nguồn từ tên của vị thần tình yêu Eros, hội chứng sợ tình dục có thể gây ra hoảng loạn và sợ hãi ở nhiều người, như các cơn hoảng loạn. Những người mắc hội chứng sợ cũng có thể bị tác động mạnh mẽ khi cố gắng tiếp xúc tình dục hoặc chỉ đơn giản là suy nghĩ đến việc đó. Nỗi sợ hãi tột độ có thể dẫn đến rắc rối trong các mối quan hệ lãng mạn. Những người bị ảnh hưởng bởi hội chứng sợ tình dục có thể không thích việc tham gia vào các mối quan hệ thân mật liên quan đến tình dục. Điều này có thể dẫn đến cảm giác cô đơn, xấu hổ vì nỗi sợ cá nhân của họ.

## Dấu hiệu và triệu chứng
Các triệu chứng của chứng sợ tình dục có thể là cảm giác hoảng loạn, kinh khiếp và sợ hãi. Các triệu chứng khác là tăng nhịp tim, khó thở, run rẩy, lo lắng, toát mồ hôi, khóc và xa lánh người khác.

## Nguyên nhân
Có thể có nhiều lý do khác nhau giải thích cho lý do tại sao mọi người mắc hội chứng sợ tình dục. Một vài nguyên nhân chính là nỗi ám ảnh đối với một sự kiện liên quan đến tình dục trong quá khứ, cụ thể là các vụ tấn công hoặc lạm dụng tình dục. Những sự kiện này tước đoạt lòng tin của nạn nhân và lấy đi ý thức về quyền tự quyết của họ. Một nguyên nhân khác của chứng sợ tình dục là cảm giác xấu hổ dữ dội hoặc lý do y khoa. Tuy vậy, nhiều người có thể mang trong mình nỗi sợ này mà không hề có bất kỳ lý do nào để có thể chẩn đoán.

### Hiếp dâm
Hiếp dâm là hành vi bất hợp pháp của việc quan hệ tình dục trong đó nạn nhân bị cưỡng ép phải quan hệ một hoặc nhiều người. Điều này có thể bao gồm việc giao hợp, nhưng nhiều trường hợp xác nhận là không phải. Nạn nhân của hiếp dâm có thể thuộc bất kỳ giới tính nào. "Hiếp dâm là cuộc xâm lược cực đoan nhất có thể đối với quyền riêng tư về thể chất và tinh thần của một người". Vì nạn nhân bị tấn công theo cách rất riêng tư và đôi khi sức mạnh thể chất hoặc sự lừa dối có thể được sử dụng để thỏa mãn mục đích nên hiếp dâm thường bị coi là một tội ác ghê tởm. Hiếp dâm đôi lúc có thể mang đến cảm giác đau đớn đau đớn về thể xác, nhưng đôi khi nó còn vượt xa sức chịu đựng về giới hạn trong tinh thần của một người. Hiếp dâm thường được mô tả là ít xâm chiếm về mặt thể xác và có xu hướng xâm chiếm về mặt tinh thần nhiều hơn. Nạn nhân thường có phản ứng cảm xúc mãnh liệt, thường theo một thứ tự, quy luật có thể dự đoán được gọi là hội chứng sang chấn do hiếp dâm.
Nạn nhân hiếp dâm có thể gặp căng thẳng thêm sau vụ tấn công vì cách nhân viên bệnh viện, nhân viên cảnh sát, bạn bè, gia đình và những người quan trọng khác phản ứng với tình huống này. Họ thường có thể cảm thấy lòng tự trọng bị hạ thấp hoặc thậm chí cảm thấy bất lực. Họ khao khát được an toàn và quyền kiểm soát, làm chủ cuộc sống của riêng họ. Nạn nhân hiếp dâm có thể bắt đầu cảm thấy nỗi sợ tình dục vì lý do thể chất và tâm lý. Trong quá trình bị tấn công tình dục, nạn nhân gặp phải chấn thương thể chất như đau nhức, bầm tím, kích thích bộ phận sinh dục, nhiễm trùng bộ phận sinh dục, rách nghiêm trọng thành âm đạo và chảy máu trực tràng. Họ cũng có thể vật lộn với nỗi sợ hãi về sự tái diễn tiềm tàng của cuộc tấn công. Khả năng hiếp dâm này cũng có thể gây căng thẳng cho các mối quan hệ. Một số nạn nhân có thể trở nên không tin tưởng và nghi ngờ bạn tình. Nạn nhân có thể trở nên sợ hãi khi quan hệ tình dục vì nỗi đau thể xác và nỗi thống khổ về tinh thần sẽ trỗi dậy.

### Quấy rối tình dục
Quấy rối hoặc lạm dụng tình dục trẻ em là một hình thức tấn công tình dục trong đó trẻ em, người lớn hoặc thanh thiếu niên lớn tuổi lạm dụng trẻ nhỏ để thỏa mãn nhu cầu tình dục. Tuy nhiên, vẫn có nhiều trường hợp một đứa trẻ có thể quấy rối một đứa trẻ khác, được định nghĩa bằng việc lạm dụng tình dục giữa trẻ em với trẻ em. Điều này có thể bao gồm nói chuyện với trẻ về quan hệ tình dục, chiếu phim khiêu dâm cho trẻ, buộc trẻ tham gia vào quá trình sản xuất phim, ấn phẩm, nội dung khiêu dâm, phơi bày bộ phận sinh dục cho trẻ, mơn trớn bộ phận sinh dục của trẻ hoặc ép trẻ tham gia vào bất kỳ hình thức tình dục nào. Sức mạnh thể chất và sự cưỡng đoạt bằng vũ lực ít khi được sử dụng trong các vụ lạm dụng tình dục trẻ em. Trẻ em thường hợp tác vì chúng không nhận thức đầy đủ về tầm quan trọng của những gì đang xảy ra. Chúng cũng có thể cảm thấy bị đe dọa bởi thanh thiếu niên trưởng thành hoặc người lớn tuổi.
Nạn nhân của lạm dụng tình dục trẻ em thường bắt đầu nhận thức về cảm giác thống khổ trong quá khứ khi họ hiểu được tầm quan trọng của việc bị xâm hại. Nói đúng hơn, những đứa trẻ, những nạn nhân này thường cảm thấy rằng sự riêng tư của họ đã bị xâm phạm khi còn quá nhỏ, bất chấp việc họ có đồng ý hay không. Họ có thể cảm thấy như họ bị lợi dụng và phản bội bởi những người mà họ tin tưởng. Nạn nhân của lạm dụng tình dục trẻ em có thể trải qua chấn thương tâm lý lâu dài. Điều này đẩy họ mất lòng tin vào người khác. Việc thiếu phụ thuộc vào người khác có thể dẫn đến nỗi sợ hãi về quan hệ tình dục.

### Không an toàn
Một số người có thể bị ảnh hưởng bởi chứng sợ tình dục vì vấn đề cơ thể. Một vài đàn ông lẫn phụ nữ có thể tự ý thức về cơ thể mình. Điều này phần nào đó có thể liên quan đến vóc dáng hay một bộ phận nào đó trên cơ thể. Phụ nữ có thể trở nên bất an nếu họ không thích hình dáng của môi lớn hoặc môi nhỏ. Đàn ông có thể mắc hội chứng trên nếu họ bị rối loạn cương dương. Những người khác vật lộn với chứng rối loạn định dạng giới cũng có thể phát triển nỗi sợ về tình dục.

### Những nỗi sợ khác
Một số người mắc chứng sợ tình dục có thể sợ hãi do hậu quả của một nỗi sợ hãi tiềm ẩn từ trước. Một số người có thể mắc chứng sợ bệnh: nỗi sợ mắc phải một căn bệnh hoặc virus. Họ cũng có thể mắc chứng sợ hình thể: nỗi sợ khỏa thân. Những người khác có thể có nỗi sợ hãi tột cùng. Những vấn đề này, cùng với các rối loạn căng thẳng, có thể biểu hiện là nỗi sợ bẩm sinh của tình dục.

## Phương pháp điều trị
Không có cách chữa trị nào là hiệu quả cho chứng sợ tình dục. Cách đối phó hoặc điều trị các vấn đề lo âu về tình dục là gặp bác sĩ tâm thần, nhà tâm lý học hoặc cố vấn được cấp phép để điều trị. Một số người bị đau khi quan hệ tình dục có thể đến bác sĩ hoặc bác sĩ phụ khoa của họ. Người được chẩn đoán mắc bệnh có thể được kê toa để điều trị chứng lo âu do nỗi ám ảnh mang lại.

## Trong văn hóa đại chúng
Bộ phim Good Dick tập trung vào chủ đề chứng sợ tình dục và cách nó ảnh hưởng đến một phụ nữ trẻ và mối quan hệ của cô với mọi người. Nó cũng gián tiếp liên quan đến chủ đề loạn luân. Bộ phim do đạo diễn Marianna Palka chắp bút và phát hành vào năm 2008.